# Polytrichum gracilisetum
Polytrichum gracilisetum là một loài rêu trong họ Polytrichaceae. Loài này được Besch. ex Müll. Hal. mô tả khoa học đầu tiên năm 1900.